# A Little Less Conversation
"A Little Less Conversation" ("Um Pouco Menos de Conversa" em português) é uma canção gravada por Elvis Presley em 1968 sendo primeiramente lançada no mesmo ano em single com "Almost in Love" no "lado-B". Em 2002 ela foi relançada em um "CD-single" remixada pelo DJ holandês Tom Holkenborg, conhecido como Junkie XL, ou JXL, transformando-a em um enorme sucesso.

## Lançamento comercial
"A Little Less Conversation" também foi usada nas gravações, em Junho, do histórico especial de 1968 conhecido como Elvis NBC TV Special, em versão instrumental, porém, não foi aproveitada na edição final do especial de fim de ano da NBC. A canção também foi adicionada na trilha sonora do filme do mesmo ano chamado "Live a Little, Love a Little", contudo, essa trilha não teve um lançamento em álbum, portanto, o seu primeiro lançamento em álbum ocorreu em 1970 no LP Almost In Love, com um take diferente do lançado em single. O período de lançamento do single foi, segundo muitos analistas, um dos momentos mais férteis da carreira de Elvis, com uma sequência de lançamentos de muita qualidade.
No ano de 2001 ela foi aproveitada na trilha sonora do filme Onze Homens e um Segredo - um remake de uma película de 1960 que contou com a participação de Frank Sinatra no elenco - em sua versão original. A partir disso, o DJ sentiu que essa canção teria potencial e resolveu fazer sua versão remixada baseada na versão instrumental do especial de 1968 em conjunto com a voz de Elvis; resultado, sucesso absoluto em 2002 em vários países, para surpresa de muitas pessoas, até mesmo para um dos compositores da obra, Mac Davis, que relatou em certa ocasião esperar um relançamento e novo sucesso de In the Ghetto, igualmente composta por ele, mas nunca de "A Little Less Conversation"; o mesmo Mac Davis a regravou em 1972. A canção foi incluída no grande sucesso Elvis 30 #1 Hits como faixa bônus. Da mesma forma, entrou como canção de fundo no comercial da Nike de 2002 referente a Copa do Mundo de futebol daquele mesmo ano.
No referido remix, a voz de Elvis foi deixada intacta, sendo que a melodia do remix foi toda trabalhada com muito esmero, resultando em uma versão moderna e com um surpreendente ritmo para os dias atuais.
Em 2010 adaptaram o remix e seu videoclipe para o genérico da série de verão de Morangos com Açúcar, da TVI.

## Faixas dos singles
1968
- A Little Less Conversation (2:14)
- Almost in Love (3:03)

2002
- A Little Less Conversation; remix versão editada (3:30)
- A Little Less Conversation; remix versão estendida (6:07)
- A Little Less Conversation; versão original (1:39)